# Klapice
Přírodní rezervace Klapice se nachází na jihozápadním okraji Prahy mezi obcí Kosoř a městskou částí Praha 16, Radotín. Rozkládá se na prudkých svazích kopce Klapice. Její západní a severní hranici tvoří Šachetský potok. Rezervace se nachází současně na území chráněné krajinné oblasti Český kras a přírodního parku Radotínsko – Chuchelský háj.

## Předměty ochrany
Hlavním předmětem ochrany v PR Klapice je teplomilná šipáková doubrava na jihozápadně orientovaném svahu s výskytem řady vzácných druhů. Na území se nachází také společenstvo dubohabřin a v údolí potoka společenstvo lužního lesa. Na prudkých jihozápadních svazích můžeme nalézt malé plochy skalních stepí. V minulosti zde byly vysazeny nepůvodní porosty smrku ztepilého a borovice černé, které jsou v současnosti postupně odstraňovány. Cílem je tedy postupné dosažení vhodné dřevinné skladby, vyšší věkové a prostorové rozmanitosti porostů.

## Přírodní poměry

### Geologie
Geologickým podložím jsou vápence nejvyššího stupně svrchního siluru a spodního devonu, bylo zde nalezeno množství zkamenělin, u významnějších nálezů jsou to pozůstatky petergyota (Acutiramus). Z doposud sedmi známých druhů jsou dva popsány z Čech. Geologický profil je odkrytý několika lomy. V nejjižnější části spodními polohami kopaninského souvrství pokračující profilem svrchnosilurským. Nachází se zde celkem 9 přirozených či umělých geologických odkryvů. Půdní poměry nejsou blíže zkoumány a hydrologicky se jedná o suché svahy bez výstupu pramenů.

### Flóra
Vegetace je zde silně ovlivněna reliéfem: na severním až severozápadním svahu se nacházejí především habrové a bukové doubravy (svaz Carpinion). Na jižně a jihozápadně orientovaných svazích se nachází poměrně dobře vyvinutá dřínová doubrava (Corno-quercetum) s porosty dubu šipáku (Quercus pubescens). Ve stromovém patře se vyskytuje především habr, dub zimní, buk lesní, v menší míře pak lípa malolistá a jeřáb břek. Z keřů stojí za zmínku chráněný dřín obecný (Cornus mas). Druhově bohaté je bylinné patro, které sčítá až 60 druhů např. Lathyrus vernus, Epipactis helleborine, Carex digitata, Poa nemoralis. Také se zde nacházejí významné extrazonální společenstva šípákové doubravy, které jsou jedním z hlavních důvodů vyhlášení ochrany této rezervace.
Na území se vyskytuje řada vzácných druhů jako např. třemdava bílá (Dictamnus albus), len žlutý (Linum flavum), kruštík tmavočervený (Epipactis atrorubens), bělozářka liliovitá (Anthericum liliago) a lilie zlatohlavá (Lilium martagon). Dále zde rostou typické druhy dubohabřin a skalních stepí.

### Fauna
Fauna je zde poměrně bohatá, hlavně z hlediska bezobratlých živočichů, jako jsou motýli a brouci. Místo je významné především z pohledu motýlí fauny. Převládají zde druhy skalních stepí, teplomilných doubrav nebo druhy původních lesních porostů. Byli zde zaznamenáni druhy, jako je drobnokřídlík jarní (Eriocrania semipurpurella), bronzovníček bukový (Heliozela sericiella). Ze skupiny zvláště chráněných motýlů, druhy denních motýlů,kteří jsou velmi nápadní, sem patří například: batolec červený (Apatura ilia), bělopásek dvouřadý (Limenitis camilla) a otakárek fenyklový (Papilio machaon). Za zmínku také stojí kriticky ohrožený okáč metlicový (hipparchia semele), který ze všech velkých okáčů zaznamenal největší úbytek a na Moravě je již zcela vymřelý. 
Z brouků zde žije například ohrožený dřepčík (Aphtona atrovirens), dále zvláště chráněný roháč obecný (Lucanus cervus). Z čeledi střevlíkovitých zde žije např. střevlík kožitý (Carabus coriaceus) nebo Molops elatus. Co se týče čeledi mandelinkovitých, najdeme zde druhy jako jsou Coptocephala rubicunda nebo Aphtona pygmaea. Vyskytuje se zde i téměř ohrožený Brachysomus hirtus z druhu nosatcovitých.
Co se týče savců, najdeme zde například jezevce lesního (Meles meles) a plštíka lískového (Muscardinus avellanarius) Z ptáků můžeme jmenovat například datla černého (Dryocopus martius), jestřába lesního (Accipiter gentilis) dále pak strakapouda malého (Dendrocopos minor), a lejska černohlavého (Ficedula hypoleuca). V Šachetském potoce se potvrdil výskyt silně ohroženého mloka skvrnitého (Salamandra salamandra).

## Historie
Rezervace byla vyhlášena 31. srpna 1988 Národním výborem hlavního Města Prahy v tehdejší kategorii chráněný přírodní výtvor s datem účinnosti předpisu od 1. září 1988. Před tímto datem byla chráněna překryvem území CHKO Český kras. Dříve se Kalpice využívala pro lesní hospodářství a pro těžbu nerostných surovin. Těžilo se zde již před druhou světovou válkou, největší z lomů byl využíván v letech 1935–1948 pro těžbu suroviny určené k dláždění chodníků

## Turismus
Území je z velké části tvořeno poměrně příkrými svahy, turisticky je navštěvováno zcela minimálně.

## Vrchol Klapice
Prostor přírodní rezervace se nachází ve vrcholové partii stejnojmenného vrchu o nadmořské výšce 345 metrů. Geomorfologicky vrch spadá do celku Pražská plošina, podcelku Říčanská plošina a okrsku Třebotovská plošina.

## Fotogalerie

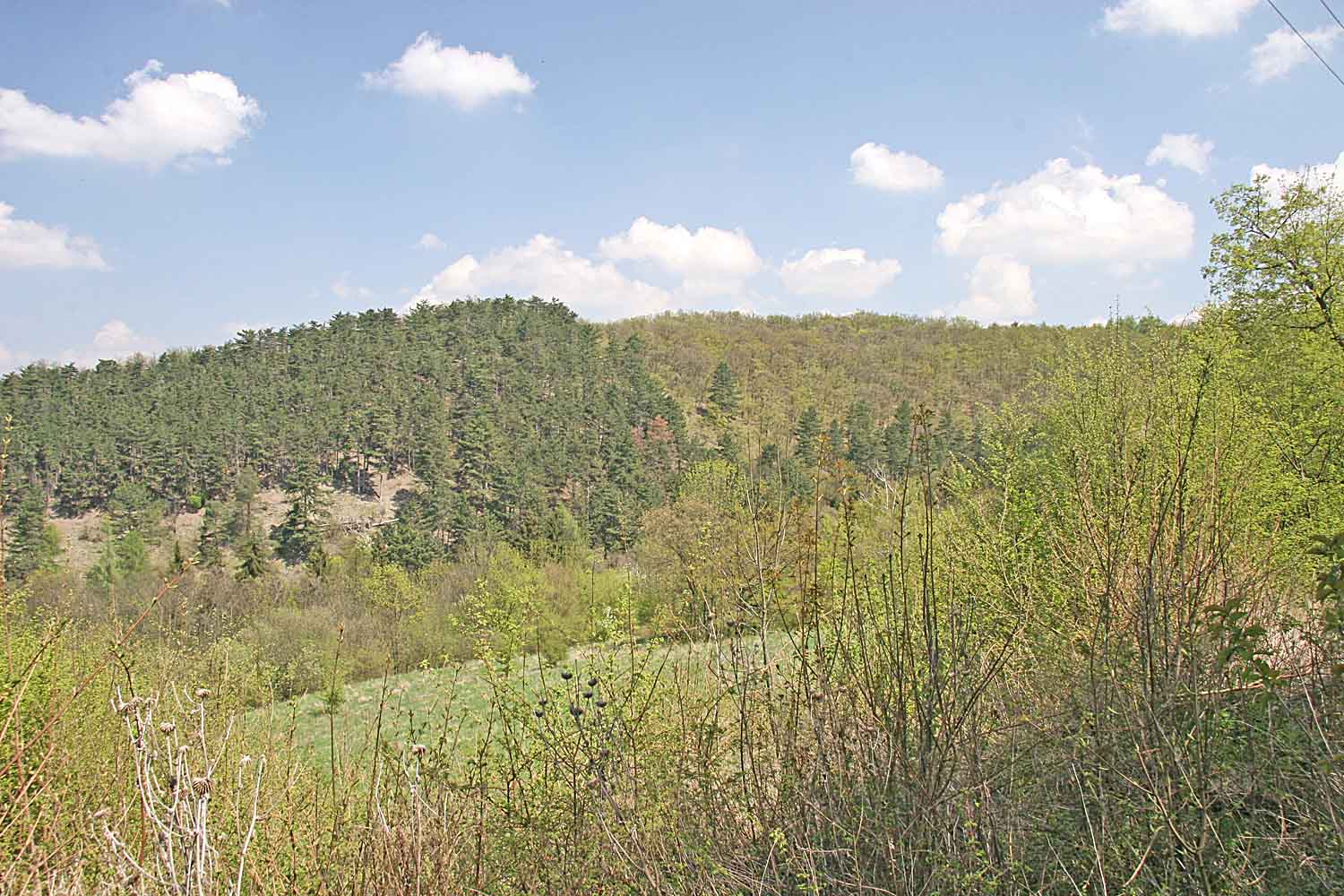
celkový pohled na chráněné území
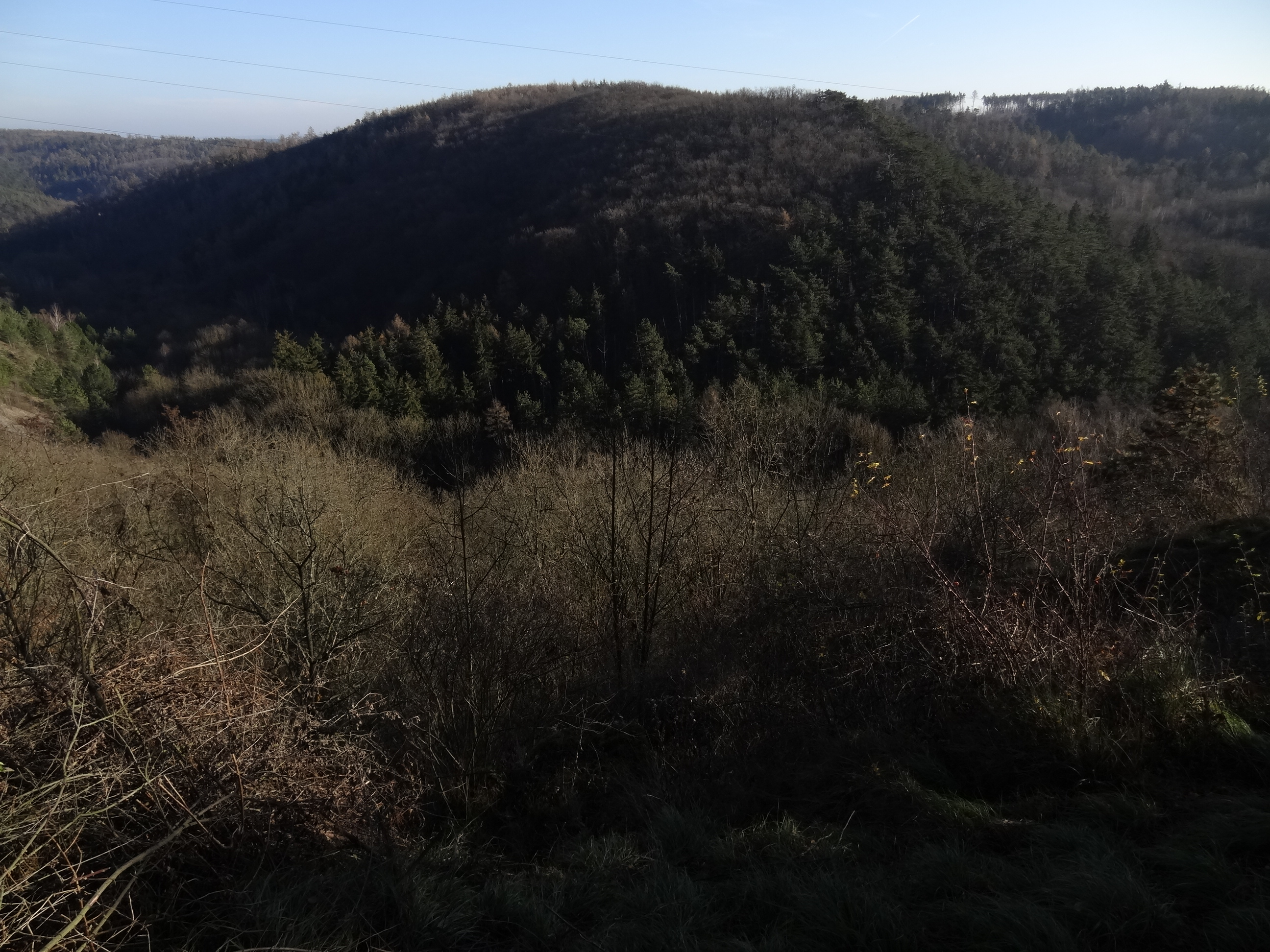
pohled na vrch z okraje Černých roklí
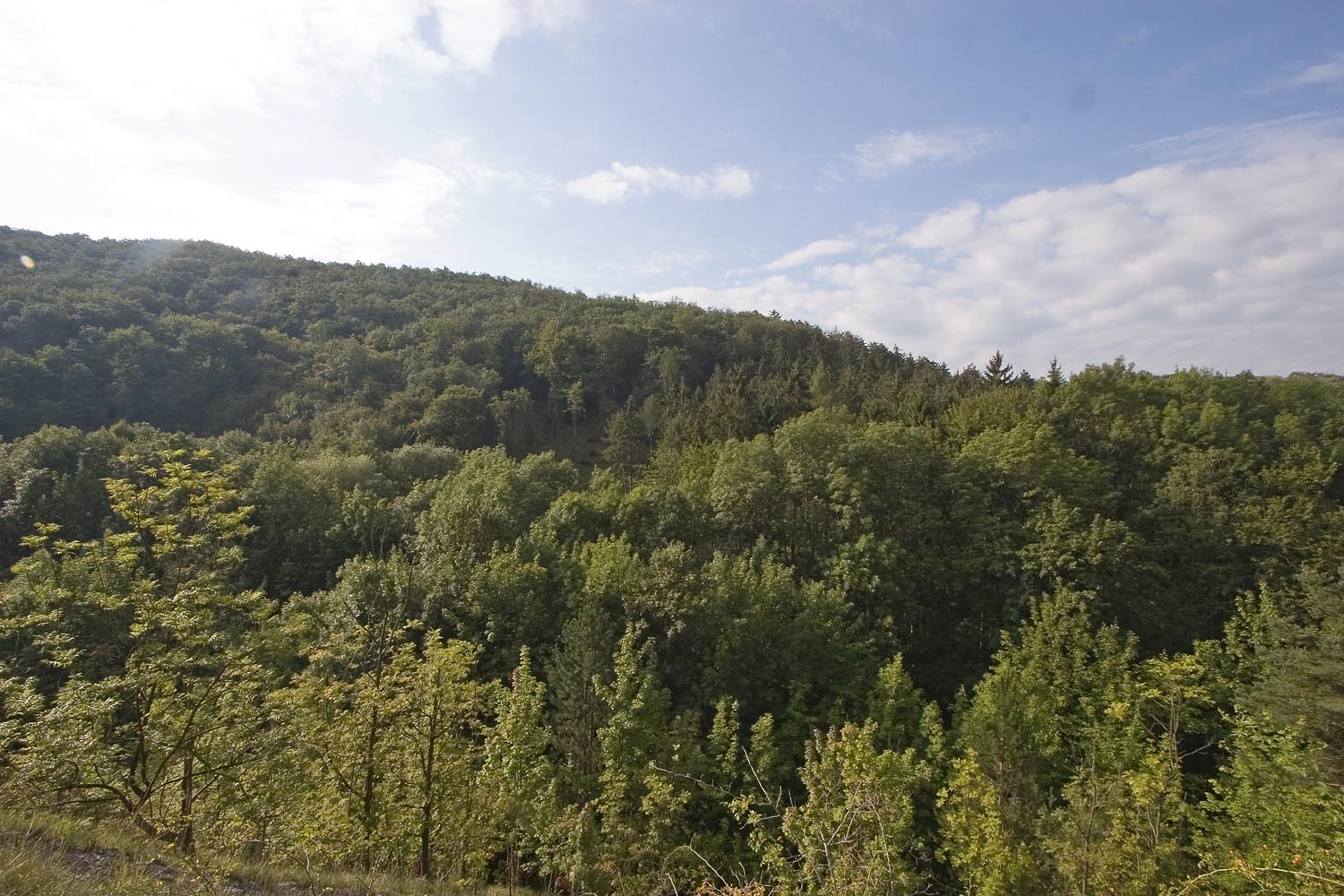
pohled z Černých roklí v létě
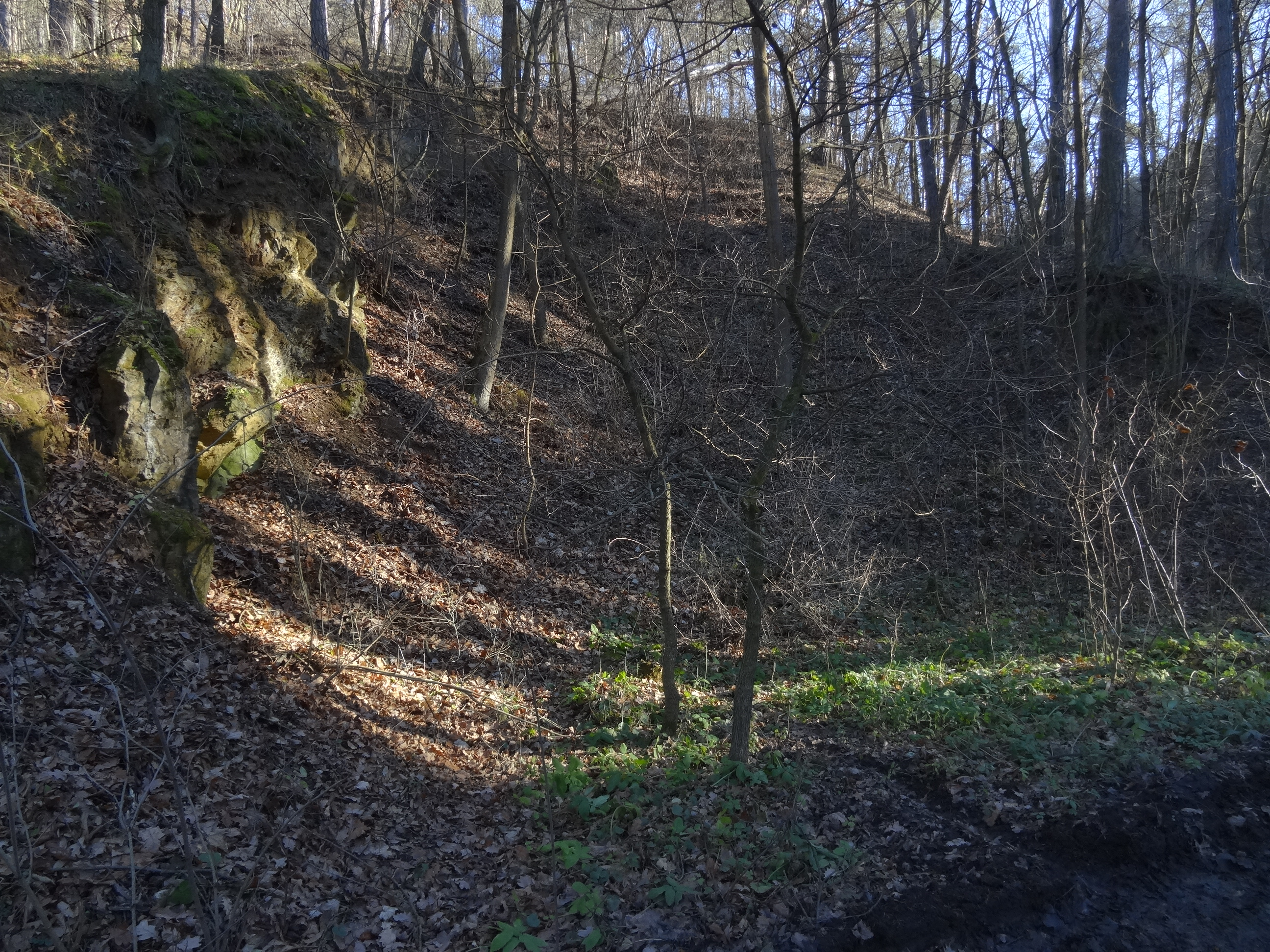
starý lůmek v jihovýchodním cípu PR
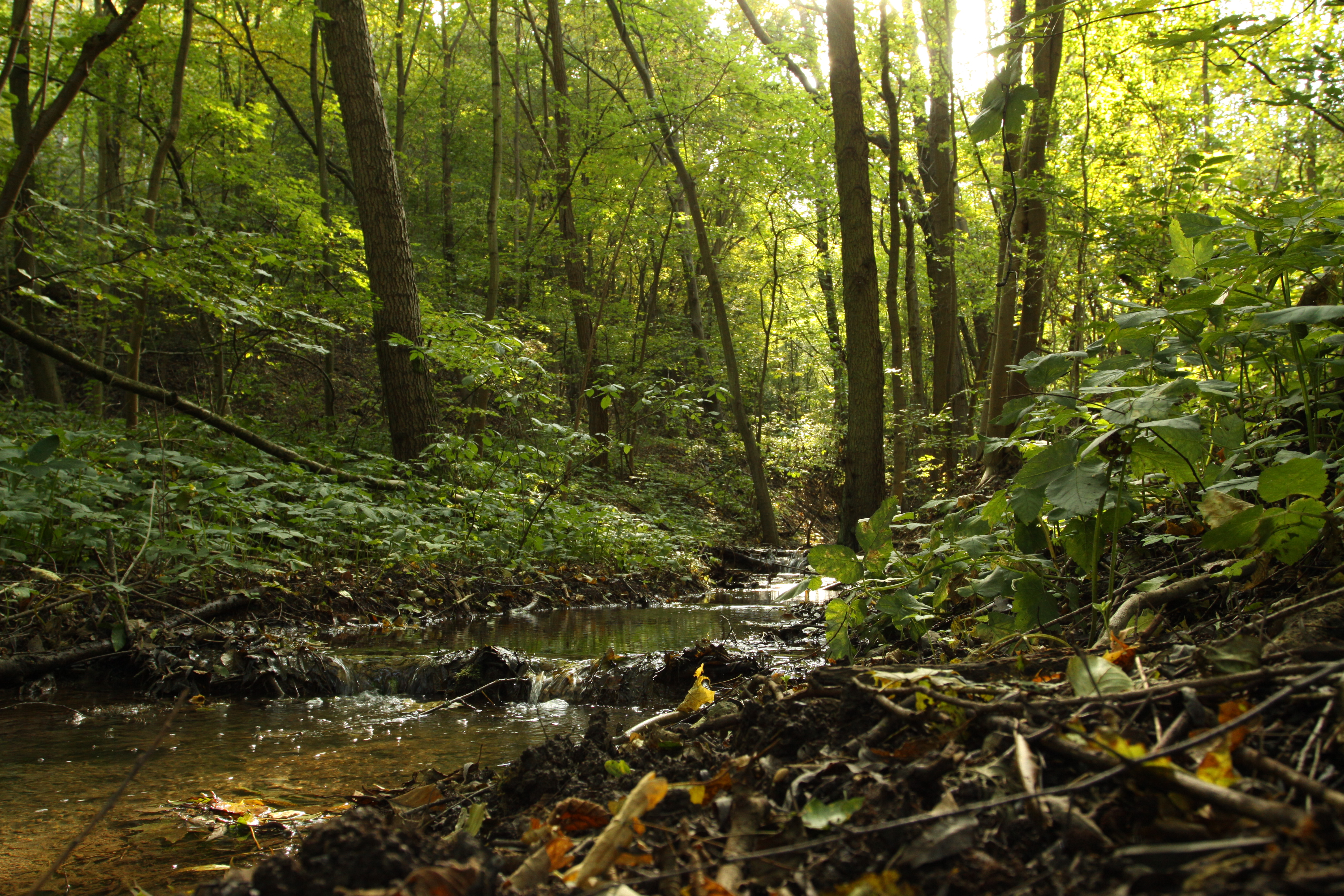
Šachetský potok tvoří spodní hranici PR
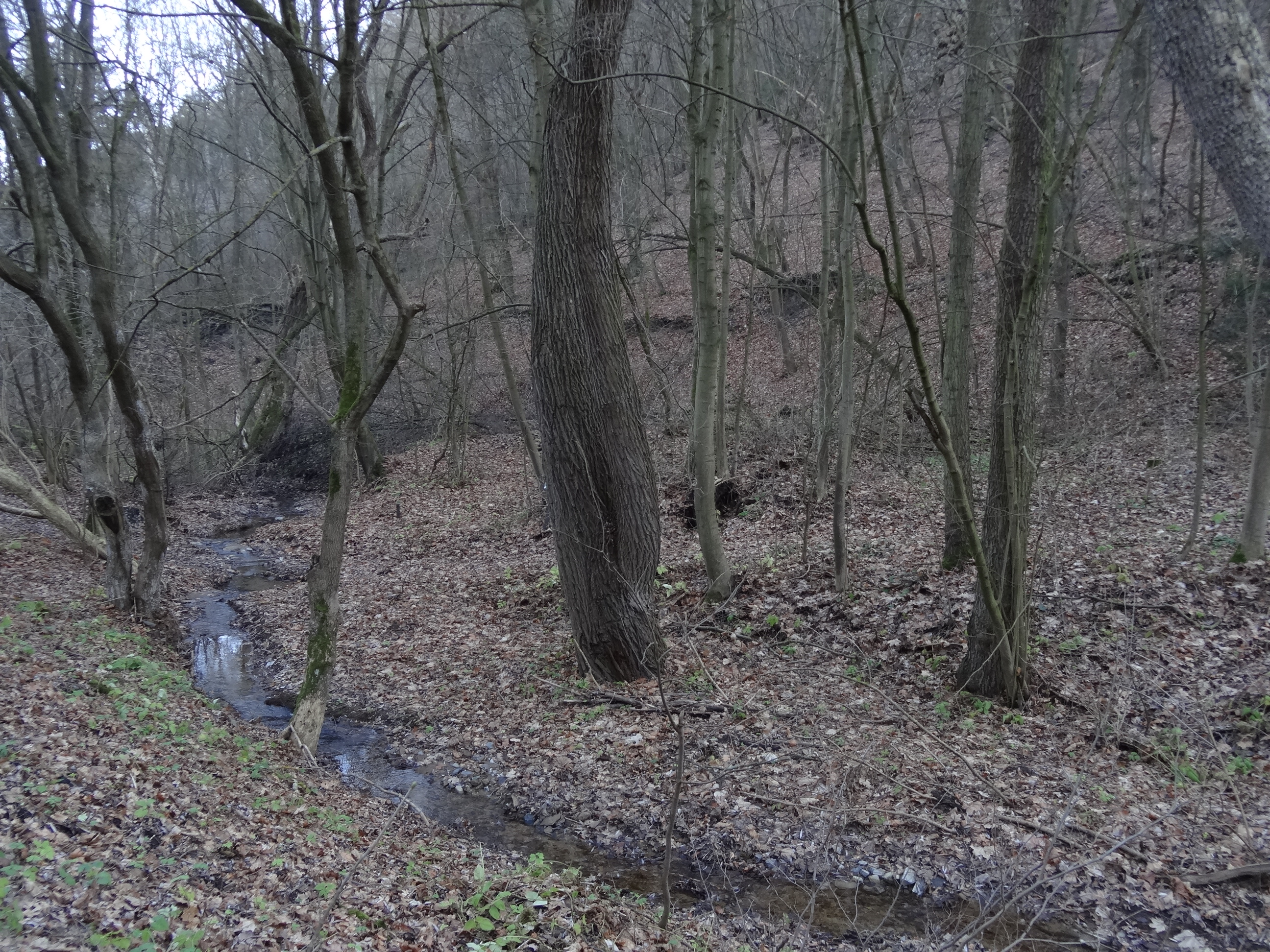
Šachetský potok v zimě
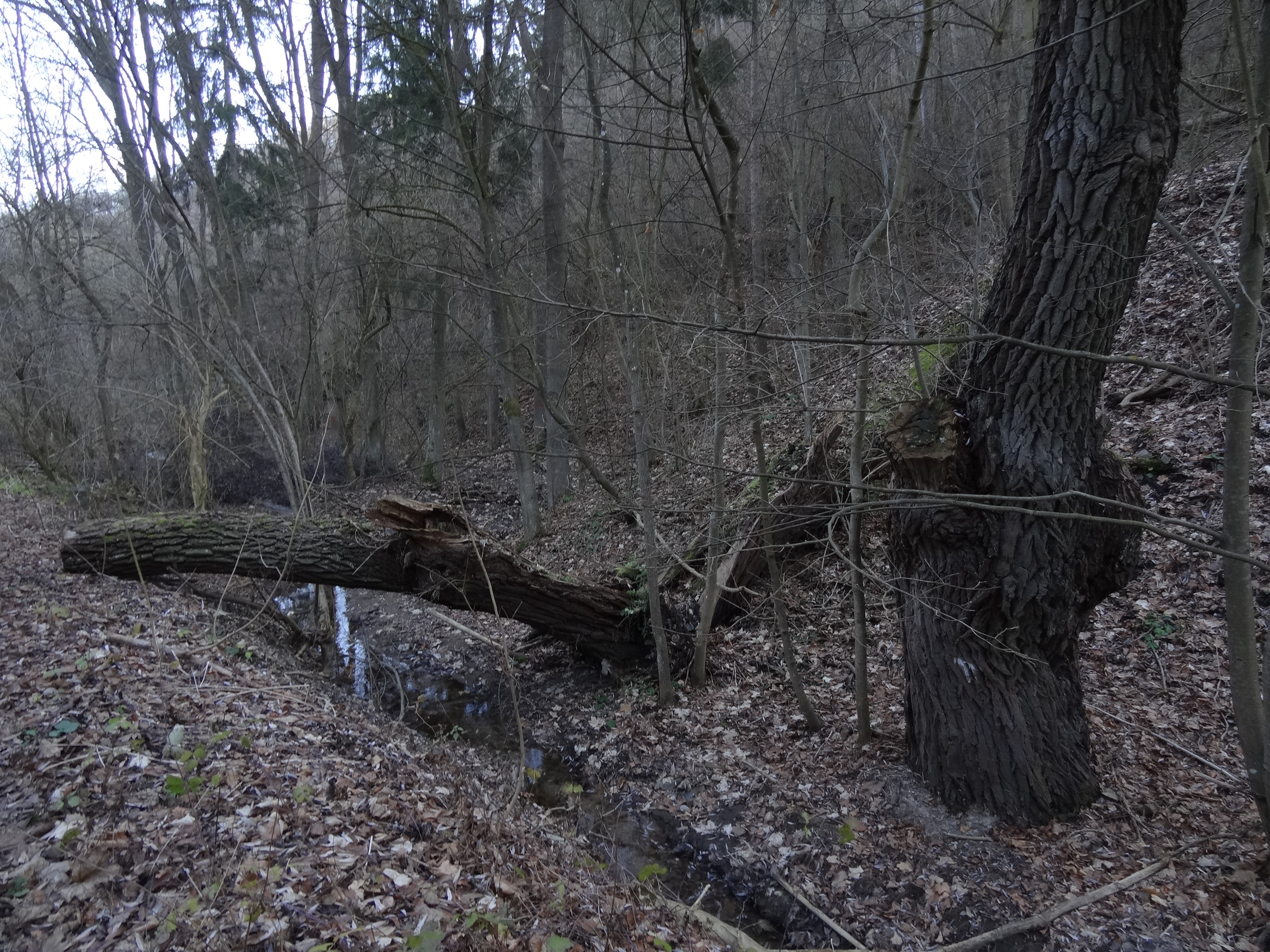
spodní okraj chráněného území